# Aikikai
La Fondation Aikikai (財団法人合気会, zaidanhōjin aikikai) est une organisation créée en 1948 par Kisshomaru Ueshiba (troisième fils de Morihei Ueshiba) avec l'appui de son père pour promouvoir le développement de l'aïkido, dont le siège se trouve à Tokyo, au Japon. Selon les chiffres publiés par l'Aikikai, l'aikido comptait en 2012 1,6 million de pratiquants dans 95 pays, 44 d'entre eux étant officiellement reconnus par le Hombu Dojo.
Ce second enregistrement fait suite à la création de la fondation Kobukai (財団法人皇武会 (zaidanhōjin Kobukan)) en 1940, première forme légale supportant l'enseignement de l’aïkido.
Aujourd'hui, l'Aikikai de Tokyo est représenté par le petit-fils du fondateur, Moriteru Ueshiba.

## Le Hombu Dojo de l'Aikikai
Le dojo central de l'Aikikai est l'Aikikai Hombu Dojo (合気会本部道場), un bâtiment en béton de quatre étages construit en 1967 pour remplacer la structure originale en bois du Kobukan (皇武館) qui datait de 1931,,. Le dojo est situé au cœur de l'arrondissement de Shinjuku à Tokyo, dans le quartier de Wakamatsu-cho. Une équipe d'une trentaine d'instructeurs s'y relaie pour assurer les différents cours chaque jour.
Le bâtiment est composé de trois dojos, le plus grand au deuxième étage accueille les cours avancés, et les deux autres, au premier et troisième étages servent respectivement pour les cours débutants et spéciaux.

## Liste des instructeurs du Hombu Dojo de l'Aikikai
La plupart des instructeurs du Hombu Dojo passent par une période d'apprentissage (environ trois ans) en tant qu'uchi deshi (élèves vivant au dojo). Pendant ce temps, ils remplissent des tâches administratives et pédagogiques, en particulier en tant qu'enseignants dans les clubs universitaires. Les uchi deshi servent en outre souvent d'otomo (assistants) aux professeurs titulaires lorsque ceux-ci voyagent pour enseigner au Japon ainsi qu'à l’étranger,.
Dans la liste nominative des instructeurs du Hombu Dojo de l'Aikikai sont cités Ueshiba Mitsuteru, Hiroshi Tada, Seijuro Masuda, Nobuyuki Watanabe, Seishiro Endo, Masatoshi Yasuno, Shoji Seki, Koichi Toriumi, Tsuruzo Miyamoto, Yoshiaki Yokota, Hayato Osawa, Yukimitsu Kobayashi, Shigeru Sugawara, Takanori Kuribayashi, Takeshi Kanazawa, Hiroshi Fujimaki, Yoshinobu Irie, Tomohiro Mori, Hiroyuki Sakurai, Eiji Katsurada, Hiroyuki Namba, Makoto Ito, Teijyu Sasaki, Toshio Suzuki, Yuichi Kodani, Yuji Oyama, Naoto Uchida, Terumasa Hino, Shou Umetsu, Jun Satodate, Akira Matsumura, et Kohei Suzuki.

## Évènements ayant lieu au Hombu Dojo de l’Aikikai

### Passages de grades
Les passages de grades Kyu et Dan ont lieu au Hombu Dojo tous les mois en alternance, à part en janvier et en août. Un certain nombre de jours de pratique et un certain temps entre deux grades est nécessaire, ainsi que le remplissage d’un formulaire d’inscription. Les examens ayant lieu au Hombu Dojo sont en général réservés aux élèves du Hombu Dojo mais dans des cas particuliers, certains élèves de dojos extérieurs peuvent passer le grade au Hombu Dojo sous condition que l’autorisation des deux dojos soit obtenue.

### Kagamibiraki
Le Kagamibiraki est l’un des premiers évènements officiels de l’année au calendrier Aïkikaï. Cette date marque la célébration de la nouvelle année et elle coïncide également avec de publication des promotions au grade Dan supérieur. Au terme d’un discours et d’une démonstration du Doshu Moriteru Ueshiba, certains des promus (en général un par niveau) se voient remettre leur diplôme des mains de ce dernier. La cérémonie a lieu dans le dojo principal et elle est retransmise en vidéo dans les autres dojos du bâtiment. Elle est suivie par une dégustation de nihonshu (alcool de riz) et de mochi (gâteau de riz).

### Shinobukai
Le Shinobukai est une cérémonie qui se tient chaque année au Hombu Dojo le jour du décès (26 avril 1969) de Morihei Ueshiba. Cette cérémonie est l’occasion de célébrer la mémoire des Doshu de l'Aïkido disparus, le premier étant Morihei et le second son fils Kisshomaru. Cette soirée est l’occasion d’entendre des discours de figures majeures de l'Aïkido japonais, de voir ou revoir des vidéos d’archives (dont la démonstration de 1935 au Journal Asahi d’Osaka), et de partager une coupe de nihonshu et d’okashi (snacks) entre pratiquants.

### Etsunengeiko
Le Etsunengeiko est le cours spécial de nouvelle année dirigé par Doshu qui se passe le 31 janvier de 23h30 à 00h30. Plus de 200 membres se réunissent pour pratiquer dans le grand dojo du troisième étage.

### Kangeiko et Shochugeiko
Le Kangeiko, et le Shochugeiko sont des périodes de 10 jours au plus fort de l'hiver ou de l’été (entre fin janvier à début février, et entre fin juillet à début août, respectivement) où les élèves sont encouragés à assister à au moins un cours par jour. Au terme de ces périodes, la liste des participants est publiée au dojo et ceux-ci reçoivent un certificat accompagné d'un tenugui commémoratif.

## Le «style» Aikikai
Bien que le terme Aikikai désigne une structure juridique, il est parfois utilisé pour désigner le style d'Aikido initié par Kisshomaru Ueshiba. Il s'agirait de l'aïkido de loin le plus répandu. Kisshomaru Ueshiba s'est attaché à répertorier, codifier et simplifier l'enseignement laissé par son père afin de permettre son développement international et des différences techniques sont notables par rapport aux formes de pratiques plus anciennes.
Le style aikikai est parfois perçu pour :
- la fluidité des techniques ;
- la relative concision du panel de techniques ;
- un refus de l'efficacité immédiate mais plutôt une recherche de la justesse et de l'acquisition des principes de l'aïkido.
- et surtout une grande disponibilité et générosité de la part de l'Uke (personne qui prend la chute en aïkido).

Cependant, ces facteurs ne sont pas généralisables puisqu'ils varient en fonction des enseignants et des périodes.
L'Aikikai est parfois l'objet de critiques de la part d’autres styles d'aïkido, notamment de par sa volonté supposée « d'unifier » le monde de l'aïkido en imposant son type de pratique. Cependant, l'Aikikai accueille de fait des pratiques différentes, et les passages de grades Dan étant la responsabilité exclusive des professeurs qui les délivrent, il n'y a donc pas de mécanisme d'uniformisation formelle ni de contrôle effectué par l'Aikikai en ce qui concerne ces grades.